# Vjacseszláv kijevi nagyfejedelem

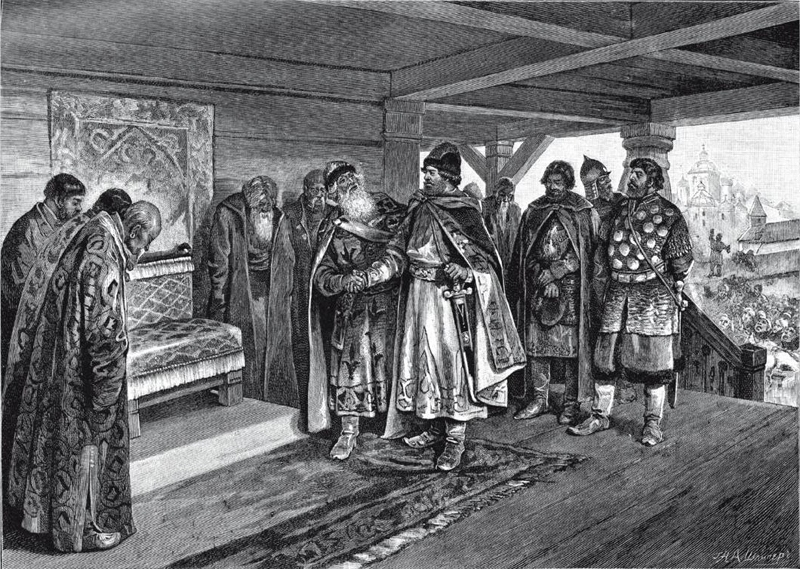
Izjaszláv barátságot ajánl Vjacseszlávnak (K. V. Lebegyev, 1890)

Vjacseszláv Vlagyimirovics (oroszul: Вячесла́в Влади́мирович), (1083 – 1154. február 6.) kijevi nagyfejedelem három ízben is, ám vagy csak rövid ideig ült a trónon vagy energikusabb unokaöccsei társuralkodóként kormányoztak helyette.

## Származása
Vjacseszláv Vlagyimir Monomah nagyfejedelem és Wessexi Gitta hatodik fia volt. 1097-ben részt vett rokona, Oleg Szvjatoszlavics lázadása leverésében, melyben az utóbbi megpróbálta visszaszerezni apja korábbi birtokait. Amikor apja 1113-ban nagyfejedelem lett, Vjacseszlávnak Szmolenszket adományozta. 1127-ben már mint turovi fejedelmet említik, Szmolenszk pedig unokaöccse kezén volt. 
1132-ben II. Jaropolk nagyfejedelem a nem hivatalos "trónörökösi birtok" Perejaszlavlot unokaöccsének (Msztyiszláv bátyja fia, Izjaszlávnak) akarta átadni, nem pedig a régi örökösödési rendszer szerinti utódjának, fiatalabb fivérének, Vjacseszlávnak. A család egyes tagjainak tiltakozása miatt azonban mégis Vjacseszláv kapta a fejedelemséget, ám ő tartott a szomszédos kunoktól és 1134-ben visszatért Turovba, kiszorítva onnan Izjaszlávot, az uralkodói család hercegeinek belharcát indítva el ezzel. 

## Névleges nagyfejedelemségei
1139. február 18-án meghalt Jaropolk és Vjacseszláv lett az új nagyfejedelem, de a csernyigovi Vszevolod Olgovics néhány héten belül lemondásra kényszerítette.  
1142-ben megüresedett a perejaszlavli fejedelmi szék, Vszevolod pedig Vjacseszlávnak adta át (egyúttal saját fiát, Szvjatoszlávot ültetve Turovba). Mivel ezt azt jelentette, hogy Vjacseszláv a trónörökös, a lépés a csernyigovi Rurikovicsok fiatalabb tagjainak tiltakozását váltotta ki, sőt fegyverrel is megpróbálták kiűzni őt a városból, de Vjacseszláv kijevi segítséggel visszaverte őket. A nagyfejedelem ennek ellenére 1143 januárjában visszaküldte őt Turovba.    
1146-ban meghalt Vszevolod, és Vjacseszláv újból belevetette magát a politikába és unokaöccsének megszerezte Volhíniát. Az új nagyfejedelem, II. Izjaszláv azonban elvette tőlük mind Volhíniát, mind Turovot és cserébe csak egy másodrangú volhíniai városkát, Pereszopnyicát adott. 1149-ben Jurij Dolgorukij elűzte Izjaszlávot Kijevből, aki úgy kívánt visszatérni a hatalomba hogy névleg a család legidősebb tagját, az akkor már 66 éves Vjacseszlávot ülteti a trónra, ő pedig a nevében kormányoz. Vjacseszlávot azzal kényszerítette engedelmességre, hogy megfenyegette: ellenkező esetben felégeti Turovot. Vjacseszláv azonban Jurijhoz fordult és együttes erővel felülkerekedtek Izjaszlávon. Jurij fontolgatta hogy öreg rokonát tegye nagyfejedelemmé, de miután erről a bojárok lebeszélték, mégis maga ült a trónra, neki pedig a Kijev melletti Visgorodot adta. 
A következő évben Izjaszláv visszatért és elűzte Jurijt. Ezúttal sikeresen rávette Vjacseszlávot, hogy közösen kormányozzák az országot, úgyhogy Vjacseszláv kísérete Izjaszláv oldalán harcolt Jurij ellen. 1151 tavaszára végleges győzelmet arattak és onnantól közösen uralkodtak, amíg 1154 novemberében Izjaszláv meg nem halt. Vjacseszláv ezután másik unokaöccsét, Rosztyiszláv Msztyiszlavicsot hívta meg társuralkodónak, de néhány héttel később 1154 decemberében maga is meghalt. Rosztyiszláv el sem jutott Kijevig, amit előbb III. Izjaszláv, majd röviddel később újból Jurij Dolgorukij foglalt el.

## Fordítás
- Ez a szócikk részben vagy egészben  a(z)   Вячеслав Владимирович című orosz Wikipédia-szócikk ezen változatának fordításán alapul.  Az eredeti cikk szerkesztőit annak laptörténete sorolja fel. Ez a jelzés csupán a megfogalmazás eredetét és a szerzői jogokat jelzi, nem szolgál a cikkben szereplő információk forrásmegjelöléseként.